# Ibornia andersoni
Ibornia andersoni là một loài tò vò trong họ Ichneumonidae.